# Alice Stopford Green
Pour les articles homonymes, voir Green.
Alice Stopford Green, née le 30 mai 1847 et morte le 28 mai 1929, est une historienne et nationaliste irlandaise.

## Biographie
Elle naît Alice Sophia Amelia Stopford à Kells, dans le comté de Meath. Son père Edward Adderley Stopford est recteur de Kells et archidiacre de Meath. Son grand-père paternel est Edward Stopford, évêque de Meath de l'Église d'Irlande, et est une cousine de Stopford Brooke et de Clare Emma Whitty (en). De 1874 à 1877, elle vit à Londres où elle rencontre l'historien John Richard Green (1837-1883). Ils se marient à Chester le 14 juin 1877. John Morley publie son premier ouvrage historique, Henri II, en 1888.
Dans les années 1890, elle s’intéresse à l’histoire irlandaise et au mouvement nationaliste en raison de son amitié avec John Francis Taylor . Elle a exprimé son opposition à la politique coloniale anglaise en Afrique du Sud pendant la guerre des Boers et soutient le mouvement de réforme du Congo de Roger Casement. Son livre de 1908, The Making of Ireland and Undoing, plaide en faveur de la sophistication et de la richesse de la civilisation originelle irlandaise. Stopford Green participe activement aux efforts visant à rendre la perspective du Home Rule plus acceptable pour les unionistes d'Ulster. Elle est étroitement impliquée dans la Howth gun-running (en).
Elle déménage à Dublin en 1918 où sa maison située au 90 St Stephen's Green devient un centre intellectuel,. Elle soutient le camp pro-traité pendant la guerre civile irlandaise et elle figure parmi les premiers candidats à la nouvelle formation Seanad Éireann en 1922, où elle est membre indépendant jusqu'à sa mort en 1929.

## Œuvres
- Henry the Second (1903) first pub. 1888.
- Town Life in the Fifteenth Century Vol. I (1894)
- Town Life in the Fifteenth Century Vol. II (1894)
- The making of Ireland and its undoing, 1200-1600 (1909) first pub. 1908.
- Irish nationality (c1911).
- The old Irish world (1912)
- Loyalty and disloyalty: what it means in Ireland ([1918?])
- A History of the Irish State to 1014 published in 1925, was her last major work.